# Верхнеидрисово
Верхнеидрисово (баш. Үрге Иҙрис) — деревня в Кульчуровском сельсовете Баймакского района Республики Башкортостан России.

## Географическое положение
Находится на левом берегу реки Сакмары, в месте впадения реки Кеуште.
Расстояние до:
- районного центра (Баймак): 47 км,
- центра сельсовета (Кульчурово): 3 км,
- ближайшей железнодорожной станции (Сибай): 87 км.

## Население
| 2002 | 2009 | 2010 |
| ---- | ---- | ---- |
| 443  | ↗467 | ↘412 |

Национальный состав
Согласно переписи 2002 года, преобладающая национальность — башкиры (100 %).

## Религия
В деревне есть мечеть.

## Известные уроженцы
- Аргынбаев, Габит Бикмухаметович (1861—1923) — сэсэн-импровизатор, кураист, собиратель башкирского фольклора.

Эпос Урал-батыр передавался устно из поколения в поколение поэтами-сказителями — сэсэнами. В 1910 году фольклорист Мухаметша Бурангулов записал эпос от двух сэсэнов-кураистов: Габита Аргынбаева (≈1850—1921) из аула Идрис и Хамита Альмухаметова (1861—1923) из аула Малый Иткул Иткульской волости Оренбургской губернии. По легенде, после записи этого эпоса Мухаметша Бурангулов подарил сказителю коня, а сам вернулся домой пешком.